# Comarca de Viana
La comarca de Viana és una comarca de Galícia situada al sud de la província d'Ourense. Limita amb Valdeorras i la Terra de Trives al nord, amb la comarca de Verín al sud-est, amb Sanabria (província de Zamora) a l'oest i amb el districte de Bragança (Portugal) al sud.

## Municipis (Concellos)
| Municipi (Concello) | Població (2009) | Superfície (km²) | Densitat (hab/km²) |
| ------------------- | --------------- | ---------------- | ------------------ |
| Gudiña, A           | 1.584           | 171,4            | 9,2                |
| Mezquita, A         | 1.365           | 104,3            | 13,1               |
| Viana do Bolo       | 3.382           | 270,4            | 12,5               |
| Vilariño de Conso   | 700             | 200,2            | 3,5                |
| Viana               | 7.031           | 746,3            | 9,4                |

Font: IGE

## Evolució demogràfica
| Any      | 1857   | 1860   | 1877   | 1887   | 1900   | 1910   | 1920   | 1930   |
| -------- | ------ | ------ | ------ | ------ | ------ | ------ | ------ | ------ |
| Població | 16.204 | 15.306 | 15.711 | 16.442 | 16.002 | 15.892 | 15.856 | 15.258 |

| Any      | 1940   | 1950   | 1960   | 1970   | 1981   | 1991  | 2000  | 2009  |
| -------- | ------ | ------ | ------ | ------ | ------ | ----- | ----- | ----- |
| Població | 15.809 | 15.546 | 15.831 | 12.331 | 11.260 | 9.171 | 8.216 | 7.031 |

Font: INE